# Rupert Everett
Rupert James Hector Everett (Burnham Deepdale, Norfolk, 29 de maig de 1959) és un actor i productor anglès.

## Biografia
Ha comentat obertament la seva homosexualitat i que fins i tot en una etapa de la seva vida va haver de prostituir-se per pagar els seus estudis.
Va estudiar dos anys en la Royal Shakespeare Company, i després va integrar la companyia teatral Citizen Company of Glasgow.
Entre 1982 i 1988, Everett va ser amant de la presentadora de televisió Paula Iots (1959-2000), que era esposa del músic Bob Geldof entre 1976 i 1995.
Entre 2006 i 2010, Everett va viure a Nova York (Estats Units), però va tornar a Londres a causa de la mala salut del seu pare.
El 2008 Everett va dir que es compraria una casa en Templin (Alemanya).
El 2008, Everett va comprar una casa en el districte Belgravia, a l'oest de Londres.

## Carrera
Va captar l'atenció del públic el 1984 quan va interpretar a un jove estudiant obertament homosexual en la pel·lícula Un altre país, després d'haver protagonitzat el mateix paper en l'obra teatral el 1981. Des d'aquí ha aparegut en diferents pel·lícules en el paper d'homosexual com Les noces del meu millor amic de 1997 (en un repartiment encapçalat per Julia Roberts i Cameron Diaz) i The Next Best Thing (2000), on va compartir protagonisme amb Madonna.
El seu historial inclou altres films tan recordats com la oscarizada comèdia romàntica Shakespeare in Love, l'adaptació Crònica d'una mort anunciada de Francesco Rosi, The Comfort of Strangers de Paul Schrader i un dels lliuraments de les cròniques de Narnia. També va ser la veu del Príncep Encantador en Shrek.
És amic de Madonna i va participar en la seva versió de la cançó «American Pie» i li va fer els cors en «Wonderland», cançó que va ser la capçalera d'una sèrie amb el mateix nom, emesa als Estats Units.
El 2009 va debutar a Broadway (Nova York) en Esperit burleta (de Noël Coward), amb Angela Lansbury.
Al març del 2015 es va anunciar que Rupert s'havia unit al repartiment principal de la tercera temporada de la sèrie The Musketeers on va donar vida a Philippe Achille, el Marquès de Feron i germà il·legítim del Rei Lluís XVIII (Ryan Gage), que governa com un governador corrupte a París, fins al sisè episodi de la tercera temporada després que el seu personatge fos assassinat per Lucien Grimaud

## Filmografia
| Any  | Pel·lícula                                                     | Paper                                          | Notes                                                                                         |
| ---- | -------------------------------------------------------------- | ---------------------------------------------- | --------------------------------------------------------------------------------------------- |
| 1982 | A Shocking Accident                                            | Jerome i Mr. Weathersby                        | Curtmetratge                                                                                  |
| 1983 | Princess Daisy                                                 | Ram Valenski                                   | Minisèrie                                                                                     |
| 1984 | Another Country                                                | Guy Bennett                                    | Nominació − BAFTA al millor actor revelació                                                   |
| 1985 | Dance with a Stranger                                          | David Blakeley                                 |                                                                                               |
| 1986 | Duet for One                                                   | Constantine Kassanis                           |                                                                                               |
| 1987 | Gli occhiali d'oro                                             | Davide Lattes                                  |                                                                                               |
| 1987 | Hearts of Fire                                                 | James Colt                                     |                                                                                               |
| 1987 | Crònica d'una mort anunciada (Cronaca di una morte annunciata) | Bayardo San Román                              |                                                                                               |
| 1987 | The Right-Hand Man                                             | Lord Harry Ironminster                         |                                                                                               |
| 1990 | The Comfort of Strangers                                       | Colin                                          |                                                                                               |
| 1992 | And Quiet Flows the Don                                        | Grigory                                        |                                                                                               |
| 1994 | Prêt-à-Porter                                                  | Jack Lowenthal                                 |                                                                                               |
| 1994 | La follia del rei George                                       | Jordi IV del Regne Unit                        |                                                                                               |
| 1994 | Dellamorte Dellamore                                           | Francesco Dellamorte                           |                                                                                               |
| 1996 | Dunston Checks In                                              | Rutledge                                       |                                                                                               |
| 1997 | La boda del meu millor amic (My Best Friend's Wedding)         | George Downes                                  | Nominació − Globus d'Or al millor actor secundari Nominació − BAFTA al millor actor secundari |
| 1998 | Shakespeare in Love                                            | Christopher Marlowe                            |                                                                                               |
| 1998 | B. Monkey                                                      | Paul Neville                                   |                                                                                               |
| 1999 | An Ideal Husband                                               | Goring                                         | Nominació − Globus d'Or al millor actor musical o còmic                                       |
| 1999 | Inspector Gadget                                               | Dr. Claw                                       |                                                                                               |
| 1999 | A Midsummer Night's Dream                                      | Oberon                                         |                                                                                               |
| 2000 | Gairebé perfecte (The Next Best Thing)                         | Robert Whittaker                               |                                                                                               |
| 2000 | Paragraph 175                                                  | Narrador                                       | Documental                                                                                    |
| 2001 | South Kensington                                               | Nick                                           |                                                                                               |
| 2002 | La importància de ser franc (The Importance of Being Earnest)  | Algernon                                       |                                                                                               |
| 2002 | Els Thornberrys: La pel·lícula (The Wild Thornberrys Movie)    | Sloan Blackburn                                | Veu                                                                                           |
| 2003 | Unconditional Love                                             | Dirk S.                                        |                                                                                               |
| 2003 | To Kill a King                                                 | Carles I d'Anglaterra i d'Escòcia              |                                                                                               |
| 2003 | Les Liaisons dangereuses                                       |                                                | Minisèrie                                                                                     |
| 2004 | Bellesa prohibida                                              | Carles II d'Anglaterra i d'Escòcia             |                                                                                               |
| 2004 | Shrek 2                                                        | Príncep Encantador                             | Veu                                                                                           |
| 2004 | Tercera identitat (A Different Loyalty)                        | Leo Cauffield                                  |                                                                                               |
| 2005 | Laberint de mentides (Separate Lies)                           | Bill Bule                                      |                                                                                               |
| 2005 | Les Cròniques de Nàrnia: el lleó, la bruixa i l'armari         | Mr. Fox                                        | Veu                                                                                           |
| 2007 | Stardust                                                       | Secundus                                       |                                                                                               |
| 2007 | Shrek Tercer                                                   | Príncep Encantador                             | Veu                                                                                           |
| 2007 | St. Trinian's                                                  | Headmistress Camilla Fritton / Carnaby Fritton |                                                                                               |
| 2009 | St. Trinian's II: The Legend of Fritton's Gold                 | Headmistress Camilla Fritton                   |                                                                                               |
| 2010 | Wild Target                                                    | Ferguson                                       |                                                                                               |
| 2011 | Hysteria                                                       | Edmund St. John-Smythe                         |                                                                                               |
| 2015 | A Royal Night Out                                              | Rei Jordi VI                                   |                                                                                               |
| 2016 | Miss Peregrine's Home for Peculiar Children                    | John Lamont/Mr. Barron                         |                                                                                               |
| 2018 | The Happy Prince                                               | Oscar Wilde                                    |                                                                                               |
| 2018 | Swords and Sceptres                                            | Sir Hugh Rose                                  |                                                                                               |

## Premis i nominacions
- 1985. BAFTA al millor actor revelació per Another Country
- 1998. Globus d'Or al millor actor secundari per My Best Friend's Wedding
- 1998. BAFTA al millor actor secundari per My Best Friend's Wedding
- 2000. Globus d'Or al millor actor musical o còmic per An Ideal Husband